# Chacra Mesa
Il Chacra Mesa (2.069 m s.l.m.) è un alto massiccio che forma il versante sud-occidentale del Chaco Canyon, una regione famosa per la ricca presenza di siti archeologici legati agli antichi Anasazi. Si trova nel Nuovo Messico nord-occidentale, in quello che oggi è diventato il Parco nazionale storico della cultura Chaco. Le rovine di Tsin Kletzin, una Grande Casa chacoana, si trovano sulla sua sommità.